# Bakopa drobnolistna
Bakopa drobnolistna, b, Monniera (Bacopa monnieri (L.) Wettst.) – gatunek rośliny z rodziny babkowatych (Plantaginaceae Juss.). Występuje naturalnie na całym świecie od strefy umiarkowanej do tropikalnej. Gatunek zawiera saponiny, przez co jest stosowany jako roślina lecznicza w Ajurwedzie. Występuje jako chwast na polach ryżowych, może też zarastać rowy odwadniające. Uprawiany jest także jako roślina ozdobna w paludariach i akwariach.

## Rozmieszczenie geograficzne

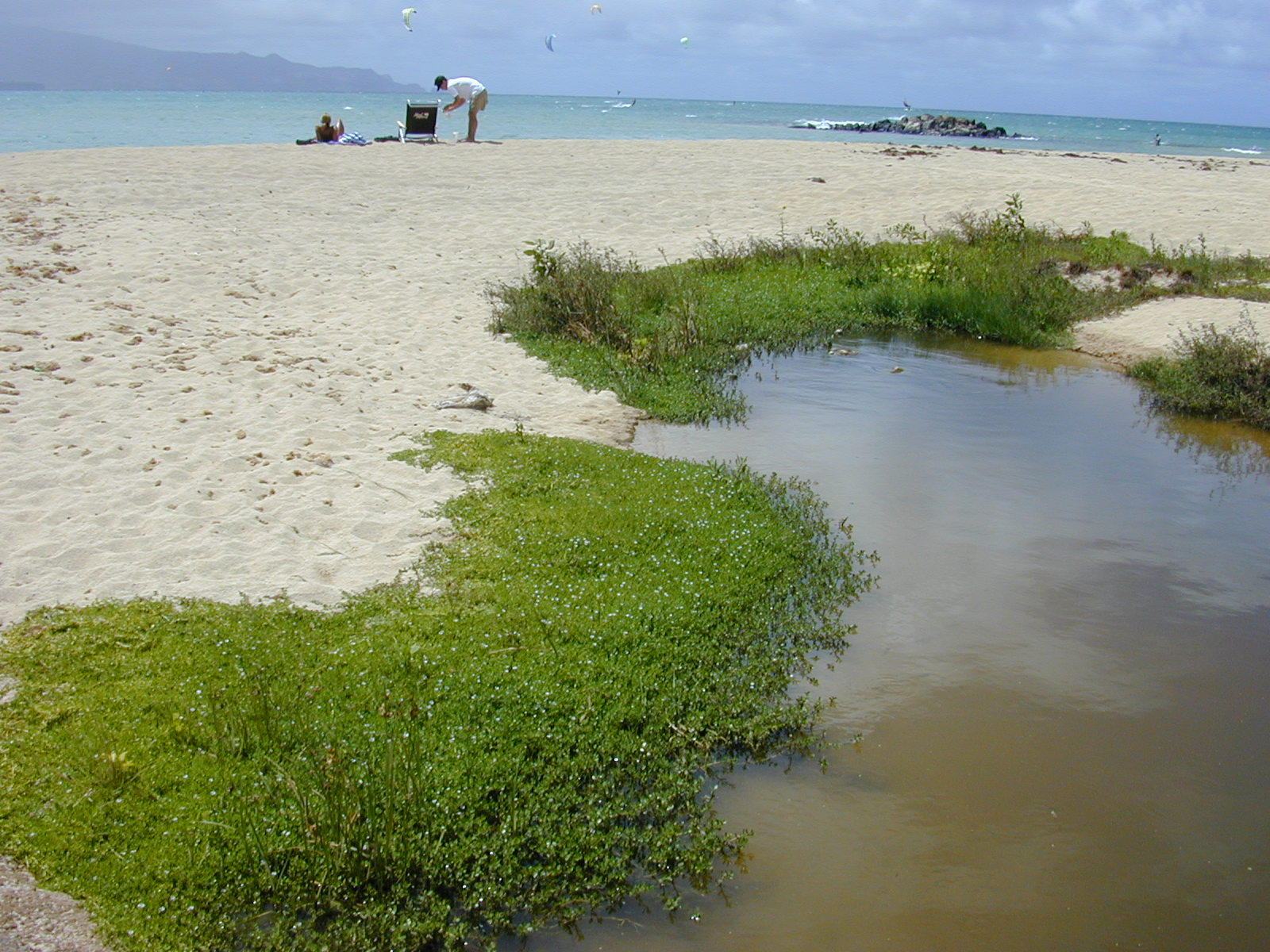
Płaty gatunku na wyspie Maui na Hawajach

Rośnie naturalnie na całym świecie od strefy umiarkowanej do tropikalnej. W Afryce spotykany jest w Nigerii, Somalii, Mozambiku, Suazi, Południowej Afryce (w prowincji KwaZulu-Natal), na Madagaskarze. W Azji występuje w Chinach (Fujian, Guangdong, Junnan i Hajnan, a także w regionie autonomicznym Kuangsi), na Tajwanie, Filipinach, w Indonezji, Malezji, Tajlandii, Kambodży, Wietnamie, Laosie, Bhutanie, Indiach oraz na Sri Lance. W Australii rośnie głównie we wschodniej części kontynentu – w Nowej Południowej Walii oraz Queensland. W Ameryce Północnej został zaobserwowany w Stanach Zjednoczonych (w Teksasie, Alabamie, na Florydzie, w Georgii, Luizjanie, Missisipi, Karolinie Południowej, Karolinie Północnej i Wirginii), Meksyku, Gwatemali, Belize, Hondurasie, Salwadorze, Nikaragui, Kostaryce, Panamie, na Bahamach, Kubie, Jamajce, w Haiti, Dominikanie, na Portoryko, Wyspach Dziewiczych Stanów Zjednoczonych, Brytyjskich Wyspach Dziewiczych (na Tortoli), Gwadelupie, Martynice, Saint Lucia, Barbadosie, Grenadzie oraz wyspie Trynidad. W Ameryce Południowej rośnie w Brazylii, Gujanie Francuskiej, Ekwadorze, Peru, Boliwii, Chile i Argentynie. W Brazylii został zarejestrowany w stanach Bahia, Ceará, Pernambuco, Espírito Santo, Rio de Janeiro, São Paulo, Parana, Rio Grande do Sul oraz Santa Catarina.

## Morfologia

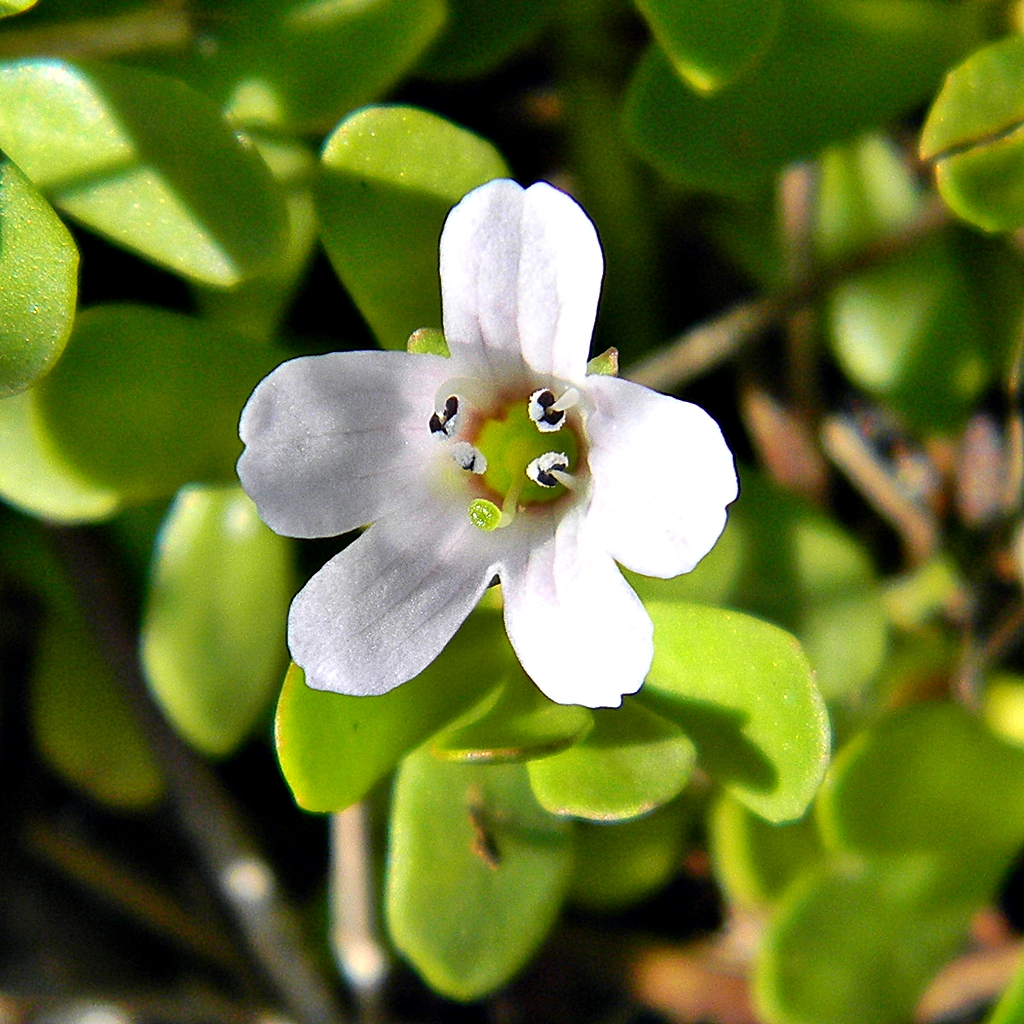
Kwiat

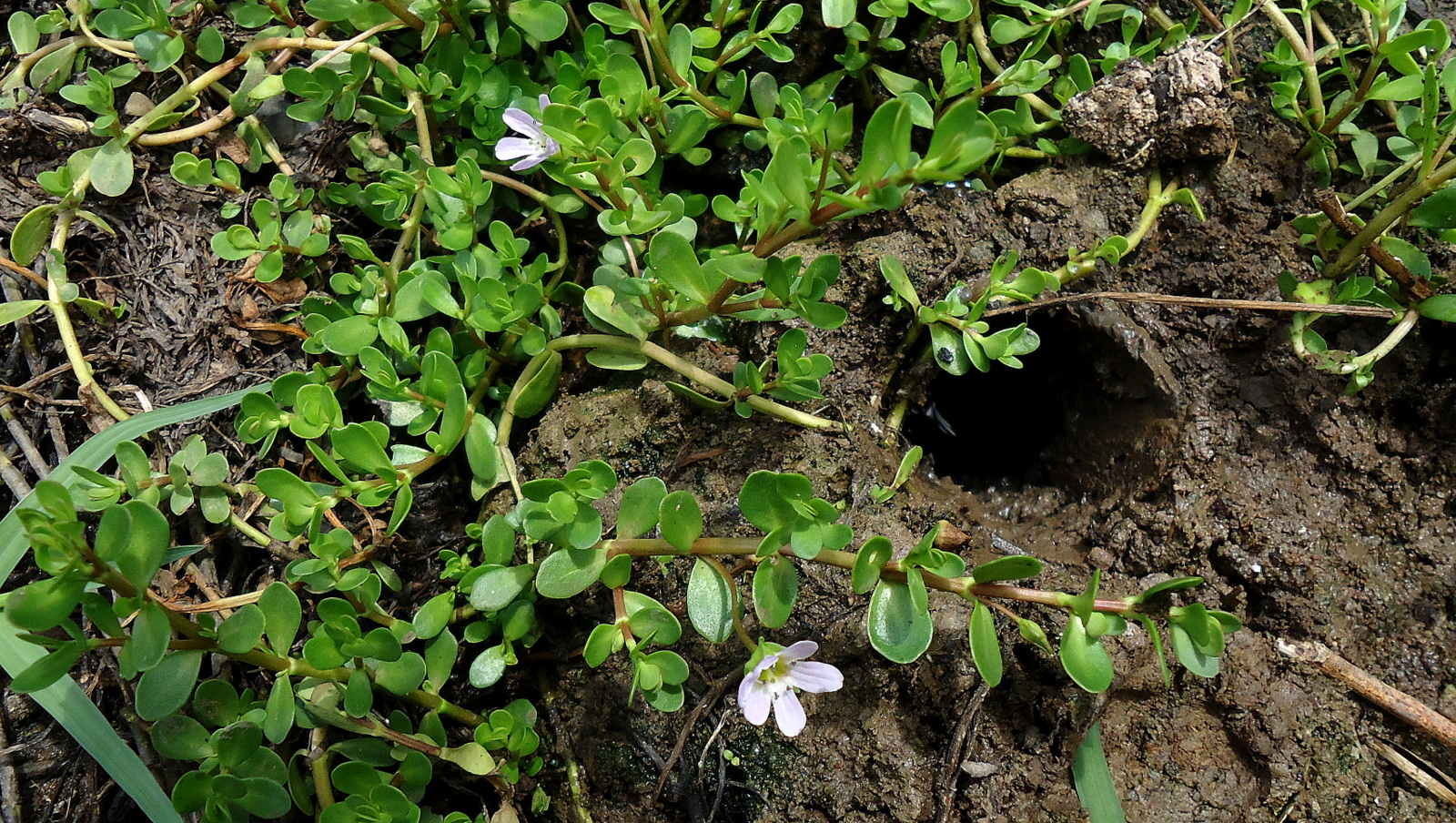
Pędy są pełzające, gruboszowate i nagie

PokrójRoślina o pełzających, gruboszowatych, nagich pędach. Ukorzenia się na międzywęźlach.
LiścieIch blaszka liściowa jest siedząca i ma podłużnie odwrotnie lancetowaty kształt. Mierzy 8–20 mm długości oraz 3–6 mm szerokości, jest całobrzega lub czasami ząbkowana na brzegu, o zaokrąglonym wierzchołku.
KwiatyPojedyncze, rozwijają się w kątach pędów, osadzone na szypułkach o długości 0,5–3,5 cm. Mają 5 działek kielicha o długości około 5 mm, działki dolne i górne mają jajowato lancetowaty kształt, natomiast 2 boczne są od lancetowatych do równowąskich. Płatków korony jest 5, maja białą, niebieską lub purpurową barwę, mierzą 8–10 mm długości, są nieznacznie wcięte przy wierzchołku. Pręciki są dwusilne, znamię jest główkowate. Poniżej kielicha znajdują się dwie podsadki o równowąskim kształcie.
OwoceTorebki o wąsko jajowatym kształcie z ostro zakończonym wierzchołkiem, umieszczone w trwałym kielichu. Nasiona mają elipsoidalny kształt i żółtobrązową barwę, są podłużnie prążkowane, ucięte na jednym końcu.

## Biologia i ekologia
Rośnie najczęściej przy zbiornikach wodnych, na piaszczystych plażach, na wilgotnym podłożu. Kwitnie od maja do października.

## Zastosowanie
Gatunek zawiera saponiny i dlatego jest stosowany w Ajurwedzie przeciw wrzodom, guzom nowotworowym, wodobrzuszu, splenomegalii, stanom zapalnym, trądowi, niedokrwistości, zapalenie żołądka i jelit. Lokalnie był używany jako tonik w celu zwiększenia rozwoju pamięci, poprawy uczenia się i koncentracji. Jest również sprzedawany do akwariów.

## Badania
Badania wykazały, że Bacopa monnieri to przeciwutleniacz posiadający właściwości neuroprotekcyjne. U zwierząt wykazano wpływ bakopy na zwiększenie ilości komórek i połączeń neuronowych oraz stwierdzono, że hamuje acetylocholinoesterazę, aktywuje przekaźniki cholinowe i zwiększa przepływ krwi w mózgu.
Wyniki kilku badań sugerują, że Bacopa monnieri może mieć działanie przeciw chorobom neurodegeneracyjnym. Badania kliniczne na ludziach zakładają pewną liczbę dowodów potwierdzających poprawę pamięci wynikającą z suplementacji bakopy, ale nie ma dowodów potwierdzających wzmocnienie efektów.
Badania na myszach polegające na podaniu ekstraktu z Bacopa monnieri wykazały u nich zmniejszenie ruchliwości, żywotności i liczby plemników, a także zmiany w ich morfologii. Z kolei doświadczenia na mężczyznach zmniejszały ich płodność, przy czym ich libido pozostało niezmienione. Te zmiany były odwracalne po 56 dniach od daty podania ekstraktu – wówczas parametry płodności wróciły na naturalny poziom.

## Ochrona
Bacopa monnieri w „Czerwonej księdze gatunków zagrożonych” został zaliczony do kategorii LC – gatunków najmniejszej troski. Jako uzasadnienie podano jego powszechne występowanie oraz stabilne populacje, które nie napotykają poważnych zagrożeń.